# Daphne laureola
Daphne laureola L., 1753 è una pianta della famiglia Thymelaeaceae.

## Descrizione
È una pianta sempreverde con fiori verde-giallognoli portati in racemi all'ascella delle foglie, che maturano in bacche nere in tarda estate. L'intera pianta è velenosa, in particolare la linfa causa eruzioni cutanee al contatto.
D. laureola raggiunge un'altezza tra i 50 e i 150 cm. La forma biologica è fanerofita cespitosa (P caesp). La corteccia è sottile e grigio-giallognola quando matura, mentre i ramuli giovani sono verdi.
Le foglie ad inserzione alternata formano generalmente dense spirali verso la cima del germoglio, ma possono anche ricoprire interi rami. Le foglie sono lanceolate o obovato-lanceolate, 2–13 cm di lunghezza e 1–3 cm di larghezza. Sono glabre, verdi scure e lucide sulla faccia superiore e più chiare nella faccia inferiore.

## Biologia
Fuori dal suo areale, D. laureola può diventare una pericolosa pianta infestante. Crescendo al sole o all'ombra, si adatta facilmente al sottobosco temperato.
La riproduzione può avvenire sia attraverso seme che germogli radicali.

## Distribuzione e  habitat
Il tipo corologico è Submediterraneo.
Il suo areale comprende gran parte dell'Europa, più Algeria, Marocco e le Azzorre.
Come Daphne mezereum preferisce terreni acidi.